# 阿伦卡·楚德曼
阿伦卡·楚德曼（1961年6月13日—），斯洛文尼亚女子手球运动员。她曾代表南斯拉夫国家队参加1984年夏季奥林匹克运动会手球比赛，获得一枚金牌。